# Остров Полонского
Остров Полонского (яп. 多楽島 Тараку-то:) — самый северный из островов группы Хабомаи Малой гряды Курильских островов. Согласно федеративному устройству России входит в Сахалинскую область в составе Южно-Курильского района в рамках административно-территориального устройства области и в составе Южно-Курильского городского округа в рамках муниципального устройства в области. Принадлежность острова России оспаривает Япония, которая рассматривает его как часть своего округа Нэмуро губернаторства Хоккайдо. Ныне необитаем, хотя в прошлом имел постоянное население, основными занятиями которого были рыболовство, сбор морских водорослей и приусадебное скотоводство.

## Название
По Указу Президиума Верховного Совета РСФСР «О переименовании населённых пунктов Сахалинской области» от 15 октября 1947 года остров получил своё название  в честь А. С. Полонского, историка географических открытий на Тихом океане, автора монографии «Курилы» (1871).

## История
До 1855 года вместе с прочими островами Малой Курильской гряды находился в неопределённом статусе. После заключения Симодского договора подпал под японскую юрисдикцию.
С 5 ноября 1897 года остров со всеми своими промысловыми угодьями считался частью села Хабомаи в составе уезда (гуна) Ханасаки (который охватывал всю Малую Курильскую гряду и часть полуострова Немуро на острове Хоккайдо), который входил в губернаторство Хоккайдо, провинцию Немуро.
В годы Второй Мировой войны остров был милитаризирован. 3 сентября 1945 года японские войска капитулировали без боя перед высаженными советскими войсками.
Остров был включён в состав СССР по итогам Второй Мировой войны. 2 февраля 1946 года включён в состав Южно-Сахалинской области.
2 января 1947 года включён в состав Сахалинской области РСФСР.

## Название
В СССР остров получил своё название в честь историка географических открытий на Тихом океане Александра Полонского.

### Проблема принадлежности
В 2004 году Россия как государство-правопреемник СССР, в соответствии с заявлением своего министра иностранных дел С. В. Лаврова, признала существование Советско-японской декларации 1956 года, включавшей пункт о готовности передать Японии остров Шикотан и группу Хабомаи после заключения мирного договора между странами, и подтвердила готовность вести на её основе территориальные переговоры с Японией.
Остров Полонского административно входит в Южно-Курильский городской округ Сахалинской области Российской Федерации и оспаривается Японией, которая включает его в состав своего округа Немуро губернаторства Хоккайдо.
3 сентября 2022 года Россия отменила упрощённый режим посещения островов Малой Курильской гряды для граждан Японии.

## География

### Ландшафт
Остров полностью состоит из верхнемеловых образований. Поверхность острова равнинная, низменная (максимальная высота 16 м над уровнем моря). На острове имеется 5 озёр, крупнейшее из которых носит название Длинное. Имеется 6 ручьёв. Остров покрыт травянистой растительностью, заболочен. Площадь 11,78 км². На острове выделяются 7 ландшафтных контуров. На острове находится нежилой населённый пункт Полонское.

### Мористое прибрежье
Остров окружают обширные и богатые морепродуктами (ламинария, треска) отмели глубинами 3—9 м. К востоку от восточного мыса, соимённого с островом (не путать с одноимённым мысом — горной вершиной в бухте Новик на острове Русском), в море находится отдельно стоящая скала Чайка (43°37′00″ с. ш. 146°22′02″ в. д.), которая своими очертаниями напоминает плавающую чайку.

### Окрестности
Остров Полонского отделён проливом Шпанберга от острова Шикотан, расположенного в 22 км северо-восточнее; проливом Полонского — от острова Зелёный, находящегося в 11 км юго-западнее; Южно-Курильским проливом — от острова Кунашир, расположенного в 52 км северо-западнее. Примерно в 6 км к юго-востоку находятся острова Осколки.

## Демография
Первыми на острове Полонского появились айны, которые занимались в его водах рыболовством. Айны никогда не были особенно многочисленными ввиду относительно низкой продуктивности охоты и собирательства по сравнению с сельским хозяйством. После уступки острова Японии в 1855 году, власти последней развернули здесь активную колонизационную деятельность. Накануне событий 1945 года японское население острова состояло из 231 семьи в количестве 1457 человек. Плотность населения в этот период достигла 123 чел./кв. км. Хозяйственному освоению данной территории не помешало отсутствие здесь хорошего порта. Основным занятием поселенцев стал сбор морских водорослей. Ввиду хорошего увлажнения и фактического отсутствия снежного покрова выпас скота и лошадей также стал проводиться здесь японцами в течение всего года. Все японцы острова пожелали репатриироваться в Японию.
Заброшенное поселение советского периода на северо-западном побережье острова существует под названием урочище Полонское.

## Флора и фауна
Уровень флористического богатства острова невысок из-за его небольших размеров и удалённости от континента: здесь учтено 129 видов высших сосудистых растений (для сравнения, на Кунашире их 1 081). Остров покрыт травянистой растительностью (осоково-злаково-разнотравные луга). Лесов нет, хотя современные археологические раскопки выявили то что ранее на острове был широко распространена ель Глена, а также имелись небольшие по площади участки березовых лесов. Недавние исследования показали что луговые сообщества на острове распространились со времён среднего голоцена. Прилегающие воды богаты ценными биоресурсами: лососёвыми видами рыбы, треской, крабами и морской капустой. Остров входит в состав государственного природного заказника федерального значения «Малые Курилы».